# Spaniens Himmel

Hans Kahle, Noten und Text des Lieds „Die Thälmann-Kolonne“ auf einer DDR-Briefmarke von 1966

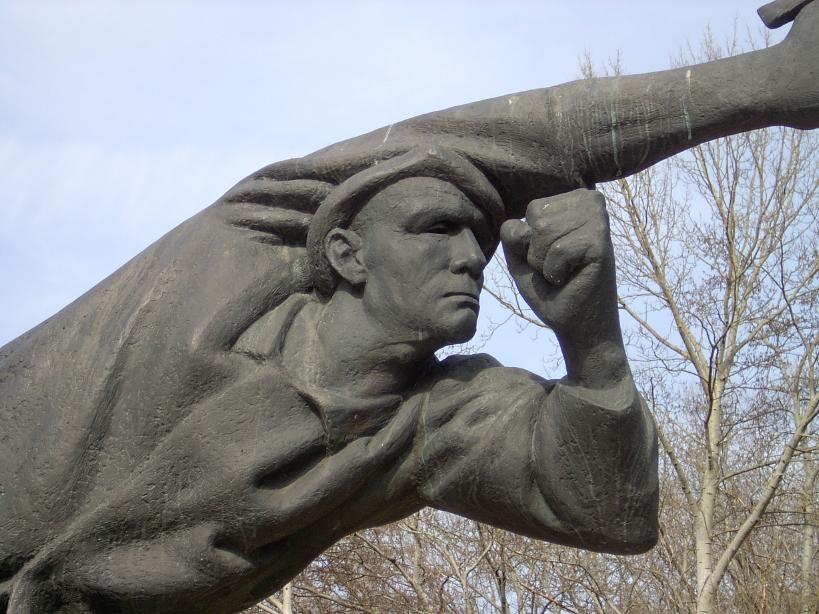
Denkmal für die deutschen Spanienkämpfer im Volkspark Friedrichshain, Berlin

Spaniens Himmel, auch Spaniens Himmel breitet seine Sterne oder Die Thälmann-Kolonne, ist ein Lied von Paul Dessau (Musik, unter dem Pseudonym Peter Daniel) und seiner Frau Gudrun Kabisch (Text, unter dem Pseudonym Paul Ernst) zum spanischen Bürgerkrieg (1936–1939). Das Lied wurde insbesondere in seiner Version von Ernst Busch als ein „linker Lagerfeuer-Hit“ populär. Es erfreute sich jahrzehntelanger Popularität. Später fand es sich sowohl im Repertoire von Liedermachern wie Hannes Wader oder Georg Danzer als auch im Liedgut der Nationalen Volksarmee (NVA) und dem Musikunterricht der DDR.

## Entstehung
Dessau komponierte das Lied bei Paris im französischen Exil anlässlich des spanischen Bürgerkriegs. Es handelt sich dabei nicht um das erste politische Lied Dessaus, wenn auch um eines der ersten, und um das erste, bei dem er explizit für die Kommunisten eintritt. Der Text stellt den Kampf dabei selbst im Vergleich zu anderen Kriegsliedern vergleichsweise detailliert dar:
Dem Faschisten werden wir nicht weichen,

Schickt er auch die Kugeln hageldicht.

…

Rührt die Trommel! Fällt die Bajonette!

Vorwärts, marsch! Der Sieg ist unser Lohn!
Gleichzeitig stellt der Text den Kampf in einen weiteren Kontext: Zum einen geht es nicht um den Sieg allein, sondern um die emphatisch angerufene „Freiheit“. Dabei stellt Kabisch zum anderen die gegenwärtigen Kämpfe in Spanien in den Zusammenhang mit dem universalen Kampf gegen den Faschismus und betont dabei im Refrain besonders die Situation in Deutschland während der Zeit des Nationalsozialismus:
Refrain

Die Heimat ist weit, doch wir sind bereit.

Wir kämpfen und siegen für dich: Freiheit!
In einer späteren Version wurde im auf die dritte Strophe folgenden Refrain das Wort „siegen“ durch „sterben“ ersetzt und so die Siegesgewissheit in Opfermut umgewandelt.
Das Thälmann-Bataillon, der deutsch-kommunistische Teil der Internationalen Brigaden, die auf der Seite des republikanischen Spaniens kämpften, ist die vom lyrischen Ich in der dritten Strophe angesprochene Einheit, an die sich demnach der gesamte Text wendet, und zu dem sich das lyrische Ich selbst rechnet.
Das Lied verschweigt in seiner Funktion als Motivations- und Propagandalied allerdings gleichzeitig die blutigen und selbst bürgerkriegsähnlichen Zusammenstöße hinter der Front, die vor allem die von Stalins Sowjetunion unterstützten Kommunisten im Rahmen der Stalinschen Säuberungen auch in Spanien durchführten. Wolf Biermann kritisierte es daher in späteren Jahren in einer Generalabrechnung mit der „Privilegierten Brecht-Mumie“ Dessau gar als „militaristisch, deutschnational und faschistisch“. Selbst in der Harmonik folge es noch einer „militaristischen ‚SA marschiert‘-Ästhetik“.
Musikalisch folgt Spaniens Himmel dem Muster der meisten Kampf- und Massenlieder, indem es im Verhältnis zu Dessaus anderen Kompositionen vergleichsweise direkt und einfach ist, so dass es auch ungeübte Sänger und große nicht-eingespielte Gruppen ohne Probleme anstimmen können. Die Melodie umfasst nur eine große None mit einer komfortablen Tessitura auch für den ungeübten Sänger. Die Begleitung ist homophonisch und reproduziert die Melodie. Hat das Lied generell die Charakteristika eines Marschliedes, folgt es insbesondere in der ersten Hälfte des Refrains dem Muster einer Hymne. Im Vergleich zu anderen Propagandaliedern allerdings erweist es sich als Vielgestaltung. Neben der für Marschlieder typischen Diatonik verwendet es auch Sept-, Nonakkorde und Undezimakkorde, die eher typisch für Jazz und Swing sind. Ebenso weist es deutliche Reverenzen an die Marseillaise auf.

## Im Spanischen Bürgerkrieg
Nach Spanien brachten es verschiedene Arbeitersänger, besonders wirkungsvoll war der Aufenthalt im Kriegsgebiet, den Ernst Busch, Mitglied der XI. Internationalen Brigade, von März 1937 bis Juli 1938 absolvierte. Er sang dort in Hospitälern und Städten und hatte über 50 Rundfunkauftritte, vor allem bei Radio Barcelona, bei denen er nach eigenen Angaben seine Lieder „ins Mikro brüllte“. Nach Schilderungen Egon Erwin Kischs gelang es ihm dabei mit seinen martialischen Gesängen durchaus, den Geist der Brigaden zu treffen:

„Wenn Paul Robeson, der amerikanische Negersänger, wenn Ernst Busch, sein weißer Bruder, an der Front oder im Lazarett auf einem rasch improvisierten Podium sangen – aus allen Kehlen und in allen Zungen erscholl der Kehrreim mit.“

Auch stellte Busch dort sein „Spanienliederbuch“ genanntes erstes Liederbuch unter dem Titel Kampflieder der Internationalen Brigaden, später als „Canciones de las Brigadas Internacionales“ veröffentlicht, zusammen, das in vielen Auflagen erschien und 1938 schon 150 Lieder in 15 Sprachen enthielt, darunter auch Spaniens Himmel.
Wie viele sogenannte Spanienkämpfer das Lied allerdings wirklich in Spanien gehört haben, ist unklar. Seine größte Popularität erreichte es erst nach dem Spanienkrieg. Busch veröffentlichte es auf mehreren Platten, 1940 brachte die US-amerikanische Firma Keynote Records das Lied auch in den USA heraus, wodurch es sich international verbreitete.

## Bedeutung in der DDR
Insbesondere in der DDR war das Lied wichtiger Bestandteil des politischen Liedguts. Es war Standard in der Militärmusik, ebenso wie bei Partei- und Staatsveranstaltungen. In Bekanntheit und Symbolkraft konkurrierte es dort „höchstens noch mit der Nationalhymne“. Oftmals war es eines der wenigen Lieder, das alle Anwesenden bei politischen Anlässen singen konnten. Bei Märschen war es eines der beliebtesten Lieder und übertraf alle späteren Neuschöpfungen, die speziell für die NVA geschrieben waren.
Zusammen mit einem überzeichneten Bild Buschs als „Spanienkämpfer“ an der Front und der militärischen und politischen Überbewertung der Internationalen Brigaden trug es maßgeblich dazu bei, den spanischen Bürgerkrieg zu einem Gründungsmythos der DDR zu machen. In den Worten eines ehemaligen FDJ-Funktionärs:

„Busch hat sozusagen damit auch so ’n bissl nationale Ehre wiederhergestellt, er hat sozusagen gezeigt: Es gab nicht nur den Faschismus, sondern aus unserm Land kommen auch Menschen, die was dagegen unternommen haben.“

Besonders durch die Popularität dieses Liedes über die Thälmann-Kolonne konnte Busch seinen Status als inoffizieller Staatssänger festigen:

„Und Busch war der Spanienkämpfer! Obwohl er gar kein Spanienkämpfer war. Der Busch war die Symbolisierung des Spanienkämpfers. Am populärsten und am bekanntesten waren nicht seine Stücke und all das, sondern seine Spanienlieder. Busch war der Mann von ‚Spaniens Himmel breitet seine Sterne‘. […] Jeder kannte ‚Spaniens Himmel‘. Wenn irgendwo ein Lied angestimmt wurde, war es ‚Spaniens Himmel‘. Und ‚Spaniens Himmel‘ war Busch. […] In unseren Kreisen wusste man, es gab alle möglichen Rütteleien mit ihm, aber das wurde alles weggestrichen und man sagte: ‚Der Busch ist so groß – das ändert alles nichts‘.“

## Bedeutung in anderen Ländern
Neben seiner herausgehobenen Bedeutung in der DDR erlangte das Lied in anderen Ländern ebenfalls Popularität, so beispielsweise auch bei kommunistischen Bewegungen in westeuropäischen Staaten. In Portugal war das Schaffen und Wirken von Ernst Busch, vor allem seine Spanienlieder, Allgemeingut der kommunistischen Partei, aber auch in Ländern wie Frankreich stand Busch bei der kommunistischen Partei für die DDR. In der Bundesrepublik gelang es Spaniens Himmel in seiner klar antifaschistischen, aber dennoch vergleichsweise offenen Textgestaltung, große Teile der Linken zu erreichen, insbesondere die K-Gruppen.